# Comuna Voronove, Sînelnîkove
Voronove (în ucraineană Воронове) este o comună în raionul Sînelnîkove, regiunea Dnipropetrovsk, Ucraina, formată din satele Mariivka, Nenasîteț, Vasîlivka-Na-Dnipri și Voronove (reședința).

## Demografie
Componența lingvistică a satului Voronove
     Ucraineană (90,91%)
     Rusă (8,8%)
     Alte limbi (0,2%)
Conform recensământului din 2001, majoritatea populației satului Voronove era vorbitoare de ucraineană (90,91%), existând în minoritate și vorbitori de rusă (8,8%).